# Ruth Vega Fernandez
Ruth Vega Fernandez, född Ruth Fernández Martín den 12 april 1977 i Santa Cruz de Tenerife på Teneriffa i Spanien, är en spansk-svensk skådespelare.

## Biografi
Ruth Vega Fernandez föddes i en liten bergsby utanför Santa Cruz de Tenerife som dotter till ett spanskt par, av henne karaktäriserade som "hippies". Föräldrarna var motståndare till general Francos diktatur och gick i exil till Sverige när fadern blev inkallad till militärtjänstgöring. Föräldrarna skildes tidigt varpå fadern återvände till Spanien och Ruth Vega Fernandez reste ofta mellan Sverige och Spanien, med upprepade stopp i Paris. Under skolåren bodde hon i Majorna i Göteborg. När hon var 17 år följde hon och yngre systern med modern som skulle studera homeopati i Paris under ett år, men Ruth stannade längre. I Paris började hon på en internationell gymnasieskola och studerade därefter teater i flera år. År 2000 blev hon antagen till scenskolan i Lyon och är även utbildad i dans vid Balettakademien och Operan i Göteborg.
2013 utsågs Ruth Vega Fernandez till årets bäst klädda kvinna av tidskriften Elle. Hon är sedan många år bosatt i Paris.
Fernandez har både svenskt och spanskt medborgarskap, hennes modersmål är svenska och spanska och hon talar flytande franska och engelska.

## Karriär
Fernandez debuterade 2007 i TV-serien Upp till kamp av Mikael Marcimain och har sedan fortsatt att arbeta med Marcimain i långfilmerna Call Girl (2012) och Gentlemen (2014). Fernandez har även spelat den återkommande rollen som Marie Lindell i filmerna om Johan Falk. 2011 hade hon en av huvudrollerna i kärleksdramat Kyss mig och 2015 spelade hon den mystiska rektorn Adriana Lopez i Cirkeln.
På teaterscenen har hon verkat vid Göteborgs stadsteater och spelat i en uppsättning av August Strindbergs Fadren i Paris och medverkat i en belgisk produktion av Ingmar Bergmans Scener ur ett äktenskap.

## Filmografi
- 2007 – Upp till kamp (TV-serie)
- 2007 – P.J. (TV-serie)
- 2008 – Mellan oss
- 2008 – Vampyrer
- 2009 – Johan Falk – De fredlösa
- 2009 – Johan Falk – Gruppen för särskilda insatser
- 2009 – Johan Falk – Vapenbröder
- 2009 – Johan Falk – National Target
- 2009 – Sommaren med Göran
- 2010 – Wallander – Arvet
- 2011 – Kyss mig
- 2012 – Call Girl
- 2012 – Erreur_1067
- 2012 – En plats i solen
- 2012 – Johan Falk: Kodnamn Lisa
- 2012 – Johan Falk: Barninfiltratören
- 2012 – Johan Falk: Organizatsija Karayan
- 2012 – Johan Falk: De 107 patrioterna
- 2012 – Johan Falk: Spelets regler
- 2013 – Bleu catacombes
- 2014 – Gentlemen
- 2015 – Cirkeln
- 2016 – Gentlemen & Gangsters (TV-serie)
- 2023 – Ondskan (TV-serie)

## Teater

### Roller
| År   | Roll         | Produktion                                      | Regi                | Teater                                      |
| ---- | ------------ | ----------------------------------------------- | ------------------- | ------------------------------------------- |
| 2007 | Rose         | Storstadsljus Howard Korder                     | Stefan Metz         | Göteborgs stadsteater                       |
| 2007 |              | Korpen Edgar Allan Poe                          | Sven-Åke Gustavsson | Göteborgs stadsteater                       |
| 2008 |              | Förnuft och känsla Mark Healy efter Jane Austen | Maria Löfgren       | Göteborgs stadsteater                       |
| 2019 | Lila Cerullo | Min fantastiska väninna Elena Ferrante          | Maria Sid           | Kulturhuset Stadsteatern/ Årsta Folkets hus |